# 163P/NEAT
La comète NEAT, officiellement 163P/NEAT, est une comète périodique du système solaire, découverte le 5 novembre 2004 par le programme NEAT.